# Дракшань
Дракшань, Дракшані (рум. Dracșani) — село у повіті Ботошані в Румунії. Входить до складу комуни Суліца.
Село розташоване на відстані 360 км на північ від Бухареста, 23 км на південний схід від Ботошань, 72 км на північний захід від Ясс.

## Населення
За даними перепису населення 2002 року у селі проживала 1581 особа.
Національний склад населення села:
| Національність | Кількість осіб | Відсоток |
| -------------- | -------------- | -------- |
| румуни         | 1550           | 98,0%    |
| цигани         | 31             | 2,0%     |

Рідною мовою назвали:
| Мова      | Кількість осіб | Відсоток |
| --------- | -------------- | -------- |
| румунська | 1564           | 98,9%    |
| циганська | 17             | 1,1%     |